# دی ترفرز
دی ترفرز یک باشگاه فوتبال  از Groesbeek ، هلند است. این باشگاه در بخش دوم ،  لیگ فوتبال هلند بازی می کند.

## بازیکنان ایرانی
امیر هاشمی مقدم